# 春小喜
春小喜，马来西亚自媒体人，霹雳州怡保华人，出生于新加坡，在YouTube和Bilibili等视频网站发布向大众科普关于马来西亚华人的背景和分享自己的阅读报告等主题的视频作品。

## 生平
春小喜出生于新加坡，但其父母均为马来西亚人，因此她在4岁时返回霹雳州首府怡保生活。春小喜从小成绩优异，在小六评估考试和初中统考中均曾获得全A成绩。春小喜曾在吉隆坡学习一年半的A-level课程，认为自己已经体验过类似大学的校园环境和学习方法，而且对于选择哪个科系方面她也很迷惘，因此放弃了大学教育，选择自学。
春小喜在初中一年纪开始养成了写博客和日记的习惯，后来开始拍视频记录生活。为了向大众科普马来西亚和马来西亚华人，春小喜后来开始制作相关科普视频在YouTube发布，后来又同时在Bilibili发布。

## 官方主办的中马交流活动
2019年12月15日至24日，受中国驻马来西亚大使馆的邀请，由包括春小喜在内的自媒体人、创作比赛获奖者等组成的一行16人的马来西亚青年访华团前往中国深圳、广州和昆明三座城市进行了为期十天的学习交流，并到华为、腾讯、大疆、玖的等高新技术企业及高校参观。
2020年9月8日、9月9日，春小喜作为社交媒体达人参加了由马来西亚农业及食品工业部、马来西亚联邦农业销售局、马来西亚驻中国大使馆教育处主办，马来西亚中国学生学者服务中心协办的“2020年度马来西亚劳勿榴莲度假村之旅活动”。